# Campo Grande AC
Campo Grande Atlético Clube – brazylijski klub piłkarski z siedzibą w mieście Rio de Janeiro, w dzielnicy Campo Grande.

## Osiągnięcia
- Mistrz drugiej ligi brazylijskiej (Campeonato Brasileiro Série B): 1982
- Mistrz drugiej ligi stanu Rio de Janeiro (Campeonato Carioca Segunda Divisão): 1985

## Historia
Campo Grande założony został 13 czerwca 1940 roku. W pierwszej lidze (Campeonato Brasileiro Série A) zadebiutował w 1979 roku i zajął 27. miejsce (na 94 uczestników).
W roku 1982 klub wygrał mistrzostwa drugiej ligi brazylijskiej (Campeonato Brasileiro Série B) pokonując w finale klub CSA Maceió. Grający w Campo Grande Luisinho zdobył 10 bramek i został królem strzelców drugiej ligi. W następnym sezonie klub wystąpił w pierwszej lidze. Drugi start w pierwszej lidze w roku 1983 zakończył się ostatecznie dla klubu Campo Grande na 24. miejscu.